# 아마루베촌 (효고현 이보군)
아마루베촌(余部村)은 효고현 이보군에 설치되었던 촌이다. 현재의 히메지시에 해당한다.

## 역사
- 1889년 4월 1일 - 정촌제 시행에 수반해 잇토군 아마루베촌이 성립하였다.
- 1896년 4월 1일 - 잇토군, 잇사이군과 합병해 이보군이 성립하여 소속이 변경되었다.
- 1946년 3월 1일 - 구 히메지시, 시카마시, 히로하타정, 아보시정, 시라하마정, 오쓰촌, 가쓰하라촌과 함께 새로운 히메지시에 편입되어 소멸하였다.